# Campionati europei di nuoto in vasca corta 2007
I 15 mi Campionati europei di nuoto in vasca corta si sono svolti a Debrecen (Ungheria) dal 13 al 16 dicembre 2007.

## Medagliere
| Posizione | Paese       | Oro | Argento | Bronzo | Totale |
| --------- | ----------- | --- | ------- | ------ | ------ |
| 1         | Germania    | 5   | 7       | 7      | 19     |
| 2         | Russia      | 5   | 4       | 3      | 12     |
| 3         | Francia     | 4   | 4       | 5      | 13     |
| 4         | Ungheria    | 4   | 2       | 3      | 9      |
| 5         | Svezia      | 4   | 2       | 2      | 8      |
| 6         | Polonia     | 3   | 3       | 2      | 8      |
| 7         | Paesi Bassi | 3   | 2       | 3      | 8      |
| 8         | Italia      | 2   | 3       | 4      | 9      |
| 9         | Ucraina     | 2   | -       | 1      | 3      |
| 9         | Slovenia    | 2   | -       | 1      | 3      |
| 11        | Serbia      | 2   | -       | -      | 2      |
| 12        | Austria     | 1   | 3       | 1      | 5      |
| 13        | Croazia     | 1   | 3       | -      | 4      |
| 14        | Danimarca   | 1   | -       | -      | 1      |
| 14        | Finlandia   | 1   | -       | -      | 1      |
| 16        | Spagna      | -   | 2       | 2      | 4      |
| 17        | Norvegia    | -   | 1       | -      | 1      |
| 18        | Bulgaria    | -   | -       | 2      | 2      |
| 18        | Grecia      | -   | -       | 2      | 2      |

## Piscina 25 m

### 50 m stile libero
| Posizione | Atleta          | Paese   | Tempo    |
| --------- | --------------- | ------- | -------- |
|           | Stefan Nystrand | Svezia  | 21.11 RC |
|           | Duje Draganja   | Croazia | 21.23    |
|           | Alain Bernard   | Francia | 21.57    |

| Posizione | Atleta              | Paese       | Tempo |
| --------- | ------------------- | ----------- | ----- |
|           | Marleen Veldhuis    | Paesi Bassi | 23.77 |
|           | Britta Steffen      | Germania    | 23.80 |
|           | Hinkelien Schreuder | Paesi Bassi | 24.29 |

### 100 m stile libero
| Posizione | Atleta          | Paese   | Tempo |
| --------- | --------------- | ------- | ----- |
|           | Alain Bernard   | Francia | 46.39 |
|           | Stefan Nystrand | Svezia  | 46.73 |
|           | Filippo Magnini | Italia  | 46.90 |

| Posizione | Atleta           | Paese       | Tempo    |
| --------- | ---------------- | ----------- | -------- |
|           | Britta Steffen   | Germania    | 52.20 RC |
|           | Marleen Veldhuis | Paesi Bassi | 52.30    |
|           | Josefin Lillhage | Svezia      | 52.84    |

### 200 m stile libero
| Posizione | Atleta             | Paese    | Tempo   |
| --------- | ------------------ | -------- | ------- |
|           | Filippo Magnini    | Italia   | 1:43.50 |
|           | Paul Biedermann    | Germania | 1:43.60 |
|           | Paweł Korzeniowski | Polonia  | 1:44.05 |

| Posizione | Atleta           | Paese   | Tempo      |
| --------- | ---------------- | ------- | ---------- |
|           | Josefin Lillhage | Svezia  | 1:53.55 RC |
|           | Laure Manaudou   | Francia | 1:54.15    |
|           | Coralie Balmy    | Francia | 1:54.43    |

### 400 m stile libero
| Posizione | Atleta             | Paese    | Tempo   |
| --------- | ------------------ | -------- | ------- |
|           | Paweł Korzeniowski | Polonia  | 3:38.72 |
|           | Paul Biedermann    | Germania | 3:38.76 |
|           | Gergő Kis          | Ungheria | 3:39.52 |

| Posizione | Atleta              | Paese    | Tempo   |
| --------- | ------------------- | -------- | ------- |
|           | Laure Manaudou      | Francia  | 3:57.43 |
|           | Federica Pellegrini | Italia   | 4:00.78 |
|           | Ágnes Mutina        | Ungheria | 4:02.35 |

### 800 m stile libero
| Posizione | Atleta           | Paese     | Tempo   |
| --------- | ---------------- | --------- | ------- |
|           | Lotte Friis      | Danimarca | 8:12.27 |
|           | Erika Villaécija | Spagna    | 8:12.40 |
|           | Alessia Filippi  | Italia    | 8:12.84 |

### 1500 m stile libero
| Posizione | Atleta               | Paese    | Tempo    |
| --------- | -------------------- | -------- | -------- |
|           | Mateusz Sawrymowicz  | Polonia  | 14:24.54 |
|           | Gergő Kis            | Ungheria | 14:29.58 |
|           | Federico Colbertaldo | Italia   | 14:31.31 |

### 50 m dorso
| Posizione | Atleta                  | Paese    | Tempo |
| --------- | ----------------------- | -------- | ----- |
|           | Thomas Rupprath         | Germania | 23.43 |
|           | Helge Meeuw             | Germania | 23.59 |
|           | Aschwin Wildeboer Faber | Spagna   | 23.75 |

| Posizione | Atleta             | Paese    | Tempo    |
| --------- | ------------------ | -------- | -------- |
|           | Sanja Jovanović    | Croazia  | 26.50 RM |
|           | Janine Pietsch     | Germania | 27.11    |
|           | Fabienne Nadarajah | Austria  | 27.50    |

### 100 m dorso
| Posizione | Atleta           | Paese    | Tempo    |
| --------- | ---------------- | -------- | -------- |
|           | Stanislav Donets | Russia   | 50.61 RC |
|           | Markus Rogan     | Austria  | 51.12    |
|           | Helge Meeuw      | Germania | 51.56    |

| Posizione | Atleta          | Paese    | Tempo    |
| --------- | --------------- | -------- | -------- |
|           | Laure Manaudou  | Francia  | 57.34 RE |
|           | Sanja Jovanović | Croazia  | 57.94    |
|           | Janine Pietsch  | Germania | 58.15    |

### 200 m dorso
| Posizione | Atleta                  | Paese   | Tempo      |
| --------- | ----------------------- | ------- | ---------- |
|           | Markus Rogan            | Austria | 1:49.86 RE |
|           | Stanislav Donets        | Russia  | 1:51.94    |
|           | Aschwin Wildeboer Faber | Spagna  | 1:52.12    |

| Posizione | Atleta             | Paese    | Tempo   |
| --------- | ------------------ | -------- | ------- |
|           | Anja Carman        | Slovenia | 2:05.20 |
|           | Esther Baron       | Francia  | 2:05.57 |
|           | Iryna Amshennikova | Ucraina  | 2:05.98 |

### 50 m rana
| Posizione | Atleta             | Paese    | Tempo |
| --------- | ------------------ | -------- | ----- |
|           | Oleg Lisogor       | Ucraina  | 26.75 |
|           | Aleksander Hetland | Norvegia | 26.95 |
|           | Alessandro Terrin  | Italia   | 27.09 |

| Posizione | Atleta         | Paese    | Tempo    |
| --------- | -------------- | -------- | -------- |
|           | Julija Efimova | Russia   | 30.33 RC |
|           | Janne Schaefer | Germania | 30.33 RC |
|           | Sarah Poewe    | Germania | 30.80    |

### 100 m rana
| Posizione | Atleta            | Paese    | Tempo |
| --------- | ----------------- | -------- | ----- |
|           | Grigory Falko     | Russia   | 58.57 |
|           | Igor Borysik      | Ucraina  | 58.57 |
|           | Mihail Alexandrov | Bulgaria | 58.75 |

| Posizione | Atleta           | Paese   | Tempo      |
| --------- | ---------------- | ------- | ---------- |
|           | Julija Efimova   | Russia  | 1:04.95 RE |
|           | Mirna Jukić      | Austria | 1:06.57    |
|           | Elena Bogomazova | Russia  | 1:06.72    |

### 200 m rana
| Posizione | Atleta            | Paese    | Tempo      |
| --------- | ----------------- | -------- | ---------- |
|           | Dániel Gyurta     | Ungheria | 2:05.49 RE |
|           | Paolo Bossini     | Italia   | 2:05.82    |
|           | Mihail Alexandrov | Bulgaria | 2:06.91    |

| Posizione | Atleta         | Paese    | Tempo      |
| --------- | -------------- | -------- | ---------- |
|           | Julija Efimova | Russia   | 2:19.08 RE |
|           | Mirna Jukić    | Austria  | 2:20.92    |
|           | Anne Poleska   | Germania | 2:22.66    |

### 50 m farfalla
| Posizione | Atleta             | Paese    | Tempo    |
| --------- | ------------------ | -------- | -------- |
|           | Milorad Čavić      | Serbia   | 22.89 RC |
|           | Evgeny Korotyshkin | Russia   | 22.90    |
|           | Johannes Dietrich  | Germania | 22.94    |

| Posizione | Atleta                | Paese       | Tempo |
| --------- | --------------------- | ----------- | ----- |
|           | Anna-Karin Kammerling | Svezia      | 25.70 |
|           | Inge Dekker           | Paesi Bassi | 25.74 |
|           | Hinkelien Schreuder   | Paesi Bassi | 25.90 |

### 100 m farfalla
| Posizione | Atleta             | Paese    | Tempo |
| --------- | ------------------ | -------- | ----- |
|           | Milorad Čavić      | Serbia   | 50.53 |
|           | Evgeny Korotyshkin | Russia   | 50.59 |
|           | Peter Mankoč       | Slovenia | 50.62 |

| Posizione | Atleta             | Paese       | Tempo     |
| --------- | ------------------ | ----------- | --------- |
|           | Inge Dekker        | Paesi Bassi | 56.82 =RC |
|           | Alena Popchanka    | Francia     | 57.55     |
|           | Otylia Jędrzejczak | Polonia     | 58.40     |

### 200 m farfalla
| Posizione | Atleta             | Paese    | Tempo   |
| --------- | ------------------ | -------- | ------- |
|           | László Cseh        | Ungheria | 1:51.55 |
|           | Paweł Korzeniowski | Polonia  | 1:51.61 |
|           | Ioannis Drymonakos | Grecia   | 1:54.28 |

| Posizione | Atleta             | Paese    | Tempo      |
| --------- | ------------------ | -------- | ---------- |
|           | Otylia Jędrzejczak | Polonia  | 2:03.53 RM |
|           | Emese Kovacs       | Ungheria | 2:05.41    |
|           | Annika Mehlhorn    | Germania | 2:06.53    |

### 100 m misti
| Posizione | Atleta          | Paese    | Tempo |
| --------- | --------------- | -------- | ----- |
|           | Peter Mankoč    | Slovenia | 52.88 |
|           | Thomas Rupprath | Germania | 53.46 |
|           | Sergey Fesikov  | Russia   | 54.12 |

| Posizione | Atleta               | Paese     | Tempo   |
| --------- | -------------------- | --------- | ------- |
|           | Hanna-Maria Seppälä  | Finlandia | 1:00.23 |
|           | Aleksandra Urbańczyk | Polonia   | 1:00.53 |
|           | Sophie de Ronchi     | Francia   | 1:00.66 |

### 200 m misti
| Posizione | Atleta             | Paese    | Tempo      |
| --------- | ------------------ | -------- | ---------- |
|           | László Cseh        | Ungheria | 1:52.99 RM |
|           | Sasa Impric        | Croazia  | 1:57.48    |
|           | Alexander Tikhonov | Russia   | 1:57.59    |

| Posizione | Atleta               | Paese    | Tempo   |
| --------- | -------------------- | -------- | ------- |
|           | Camille Muffat       | Francia  | 2:09.05 |
|           | Katarzyna Baranowska | Polonia  | 2:09.25 |
|           | Evelyn Verrasztó     | Ungheria | 2:09.83 |

### 400 m misti
| Posizione | Atleta             | Paese    | Tempo      |
| --------- | ------------------ | -------- | ---------- |
|           | László Cseh        | Ungheria | 3:59.33 RM |
|           | Luca Marin         | Italia   | 4:04.10    |
|           | Ioannis Drymonakos | Grecia   | 4:05.08    |

| Posizione | Atleta                 | Paese   | Tempo   |
| --------- | ---------------------- | ------- | ------- |
|           | Alessia Filippi        | Italia  | 4:30.46 |
|           | Mireia Belmonte Garcia | Spagna  | 4:31.06 |
|           | Camille Muffat         | Francia | 4:31.38 |

### 4x50 m stile libero
| Posizione | Atleta                                                          | Paese    | Tempo      |
| --------- | --------------------------------------------------------------- | -------- | ---------- |
|           | Petter Stymne Marcus Piehl Per Nylin Stefan Nystrand            | Svezia   | 1:24.19 RM |
|           | Antoine Galavtine Alain Bernard David Maitre Amaury Leveaux     | Francia  | 1:24.98    |
|           | Steffen Deibler Stefan Herbst Johannes Dietrich Thomas Rupprath | Germania | 1:26.46    |

| Posizione | Atleta                                                                  | Paese       | Tempo      |
| --------- | ----------------------------------------------------------------------- | ----------- | ---------- |
|           | Inge Dekker Hinkelien Schreuder Ranomi Kromowidjojo Marleen Veldhuis    | Paesi Bassi | 1:34.82 RM |
|           | Britta Steffen Dorothea Brandt Petra Dallmann Meike Freitag             | Germania    | 1:36.74    |
|           | Claire Hedenskog Anna-Karin Kammerling Josefin Lillhage Magdalena Kuras | Svezia      | 1:36.81    |

### 4x50 m mista
| Posizione | Atleta                                                                | Paese       | Tempo   |
| --------- | --------------------------------------------------------------------- | ----------- | ------- |
|           | Thomas Rupprath Markus Deibler Johannes Dietrich Steffen Deibler      | Germania    | 1:34.39 |
|           | Stanislav Donets Dmitrij Komornikov Evgeny Korotyshkin Sergey Fesikov | Russia      | 1:34.99 |
|           | Nick Driebergen Robin van Aggele Bastiaan Tamminga Mitja Zastrow      | Paesi Bassi | 1:35.35 |

| Posizione | Atleta                                                                 | Paese    | Tempo      |
| --------- | ---------------------------------------------------------------------- | -------- | ---------- |
|           | Janine Pietsch Janne Schaefer Annika Mehlhorn Britta Steffen           | Germania | 1:46.67 RM |
|           | Magdalena Kuras Hanna Westrin Anna-Karin Kammerling Josefin Lillhage   | Svezia   | 1:48.07    |
|           | Laure Manaudou Anne-Sophie Le Paranthoën Alena Popchanka Malia Metella | Francia  | 1:48.39    |